# 모토야마정
모토야마정(일본어: 本山町)은 일본 고치현 북부 중앙에 있는 나가오카군의 정이다.

## 지리
시코쿠 산지의 중앙, 요시노강의 상류에 위치한다.

## 역사
- 1892년 4월 1일 - 정촌제 시행으로 12개 촌이 합병해 니시모토야마촌이 성립하였다.
- 1890년 6월 1일 - 모토야마촌으로 개칭하였다.
- 1910년 6월 1일 - 정으로 승격하였다.
- 1955년 4월 20일 - 요시노촌과 합병해 새로운 모토야마정이 되었다.

## 교통

### 도로
- 국도 439호선